# Vendetta a Hong Kong
Vendetta a Hong Kong (noto anche come Hong Kong - Un posto per morire) (Forced Vengeance) è un film del 1982 diretto da James Fargo, e interpretato da Chuck Norris.

## Trama
Un avventuriero, Josh Randall, decide di andare a Hong Kong su ordine del suo principale, per liberare la figlia di quest'ultimo tenuta in ostaggio dagli uomini del racket del gioco d'azzardo. Parte così per Hong Kong e arriva alla gigantesca villa del boss, fingendosi un suo alleato. Man mano Josh scopre che in mezzo a questa faccenda sono coinvolte molte organizzazioni criminali. Una sera, durante una festa che è in corso nella villa, Randall va alla ricerca della ragazza e scopre dove è tenuta segretamente. In quel momento uno scagnozzo del boss lo vede, e il giorno dopo venendo scoperto, Josh è costretto a fuggire, non prima di aver sistemato gli uomini del capo. Quindi si attrezza adeguatamente e parte per liberare la giovane. Arrivato alla villa Josh annienta tutti gli scagnozzi del boss, e alla fine il boss stesso. Alla fine grazie alla bravura nei combattimenti demolisce il racket e libera la ragazza. Può così partire per nuove avventure.

## Produzione
Le riprese del film sono state fatte a Hong Kong. Alcune scene sono state girate anche a Los Angeles, dove appunto l'attore protagonista si è servito del suo recidence per alcune scene. Il film è uscito in USA il 30 luglio 1982, mentre invece in Argentina il 21 ottobre; nei Paesi Bassi invece il 25 novembre, in Francia il 29 luglio 1983 e in Italia il 6 settembre 1982.

### Accoglienza
Il budget del film è stato di 5.000.000 di dollari statunitensi.
La pellicola ha ottenuto critiche molto sfavorevoli.

## Curiosità
- Il film in Italia è noto con due titoli; il primo è appunto Vendetta a Hong Kong e l'altro è Hong Kong - Un posto per morire.
- Hong Kong - Un posto per morire è l'ultimo film per Howard Caine, caratterista attivo principalmente negli anni '60, ma noto soprattutto nel ruolo del Maggiore Hochstetter nella serie Gli eroi di Hogan.
- Il film segna l'esordio di Tony Leung Chiu Wai, oggi una delle più note star di Hong Kong.